# Enteroctopodidae
Enteroctopodidae (лат.) — небольшое семейство головоногих из подотряда Incirrina отряда осьминогов. Семейство Enteroctopodidae описано в 2014 году.
В состав семейства включают роды, до 2014 года входившие в семейство Обыкновенные осьминоги:
- Enteroctopus Rochebrune & Mabille, 1889
- Muusoctopus Gleadall, 2004
- Sasakiopus Jorgensen, Strugnell & Allcock, 2010
- Vulcanoctopus González & Guerra, 1998